# Капсикумові
Ка́псикумові (лат. Capsiceae) — триба квіткових рослин у підродині пасльонові (Solanoideae) родини пасльонові (Solanaceae).

## Роди
У трибу входять два роди:
- Capsicum L. — Перець, або Капсикум
- Lycianthes (Dunal) Hassl.